# 唐成良
唐成良（1951年—），男，汉族，湖南邵阳人，中华人民共和国政治人物，中国共产党党员。广西壮族自治区党委党校政治经济学专业毕业。第十一届全国人民代表大会广西地区代表。

## 生平
唐成良生于邵阳县九公桥镇大湾村。曾任中共灵川县委副书记、县长。1998年7月至2000年7月，任钦州市人民政府副市长。2000年7月至2004年6月，任中共北海市委常委、常务副市长。2004年6月至2006年8月，任北海市委副书记、市长。2006年8月至2010.03月，任中共贵港市委副书记、市长。2010年3月至2011年9月，任广西壮族自治区工业和信息化委员会党组书记。2011年9月至2015年4月，任广西壮族自治区人大财政经济委员会副主任委员。2008年起担任全国人大代表。2015年5月18日，唐成良因为涉嫌严重违纪，接受中共广西壮族自治区纪委立案调查。2016年12月7日，唐成良因犯受贿罪被河池市中级人民法院判处有期徒刑6年，并科罚金人民币40万元，因本人不上诉，全案定谳。